# Obertrum am See
Obertrum am See è un comune austriaco di 4 700 abitanti nel distretto di Salzburg-Umgebung, nel Salisburghese; ha lo status di comune mercato (Marktgemeinde).
Situato all'estremità meridionale dell'omonimo lago (Obertrumer See), è una frequentata località turistica che gode della vicinanza a Salisburgo; ospita al centro del paese una rinomata fabbrica di birra (Trumer).